# 肯珀尼希
肯珀尼希是德国莱茵兰-普法尔茨州的一个市镇。总面积11.91平方公里，总人口1871人，其中男性918人，女性953人（2011年12月31日），人口密度157人/平方公里。